# Scoparia gethosyna
Scoparia gethosyna là một loài bướm đêm trong họ Crambidae.